# گورابه

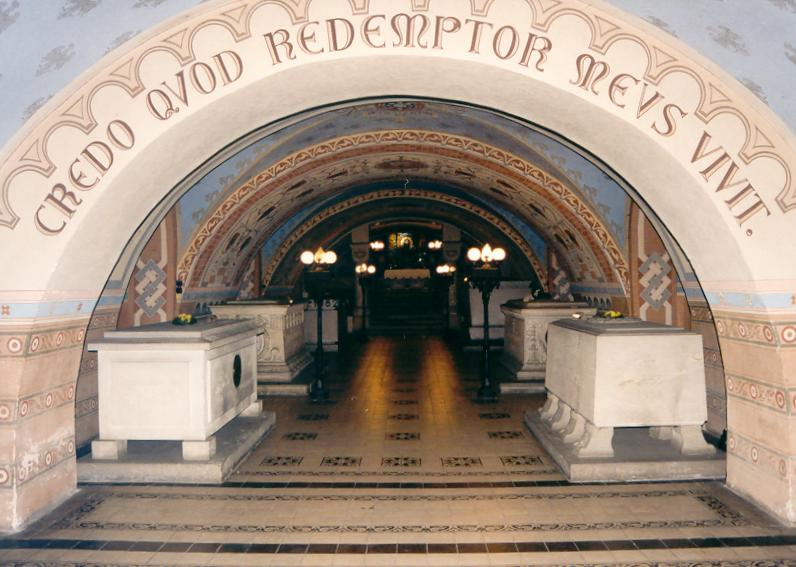
گورابه یک کلیسا در کراکوف.

گورابه (به انگلیسی: Crypt) به تاق و گنبدها یا اتاق‌های سنگی که معمولاً زیر زمین و بر روی قبر مردگان می‌سازند گفته می‌شود. در قدیم در گورابه‌ها تابوت و دارایی‌ها و یادبودهای مردگان را نیز قرار می‌دادند.
در متون فارسی به محلی که دخمه پدران رستم در آنجا دانسته می‌شد نیز گورابه می‌گفتند چنان‌که در شاهنامه آمده‌است:
زبهر پدر زال با سوگ و درد
به گورابه اندر همی دخمه کرد.
در معماری غربی، گورابه‌ها را معمولاً می‌توان در طبقات زیرین برخی کلیساهای قدیمی یافت اما در برخی کاخ‌ها نیز گورابه‌هایی ساخته می‌شد.

## نگارخانه

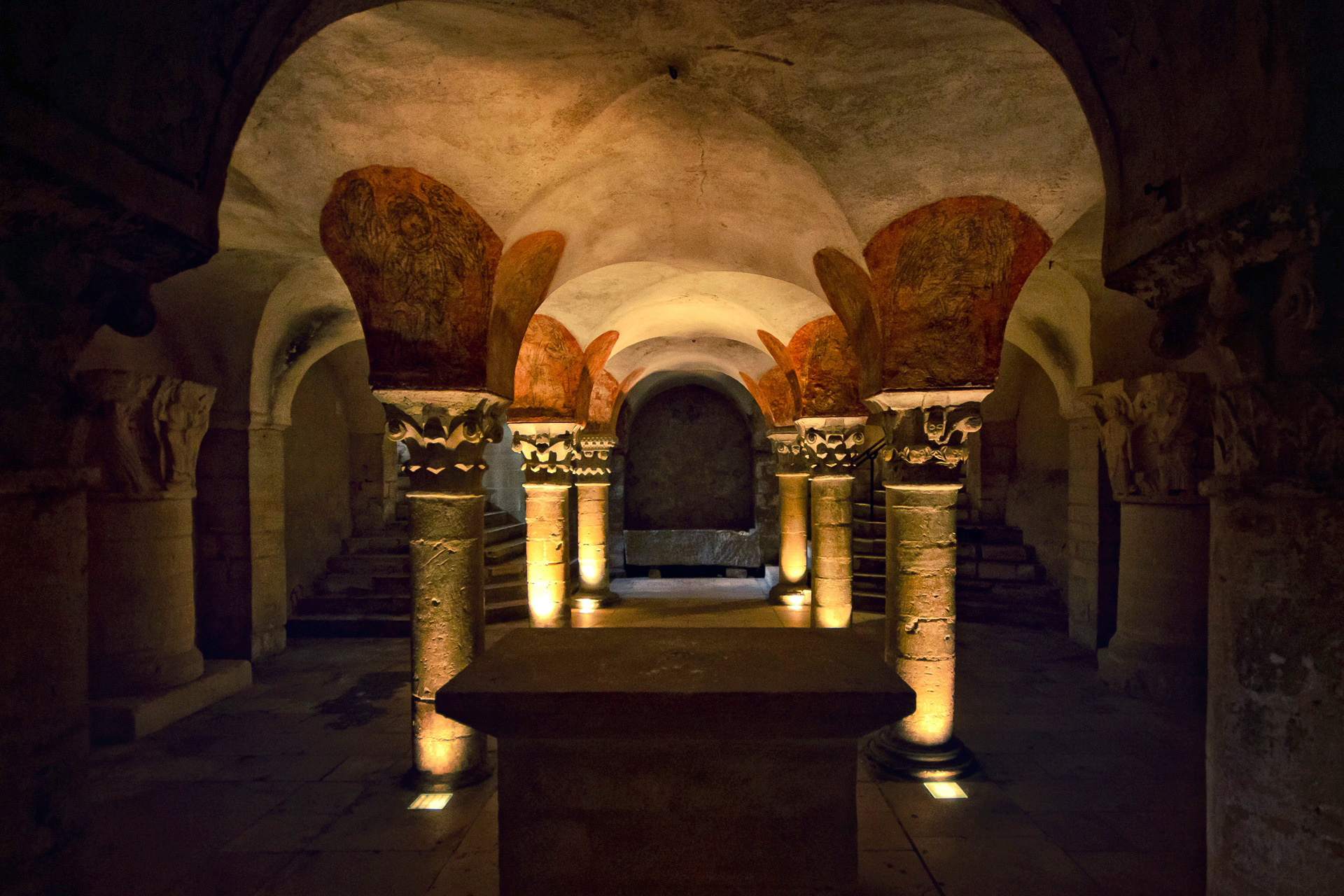
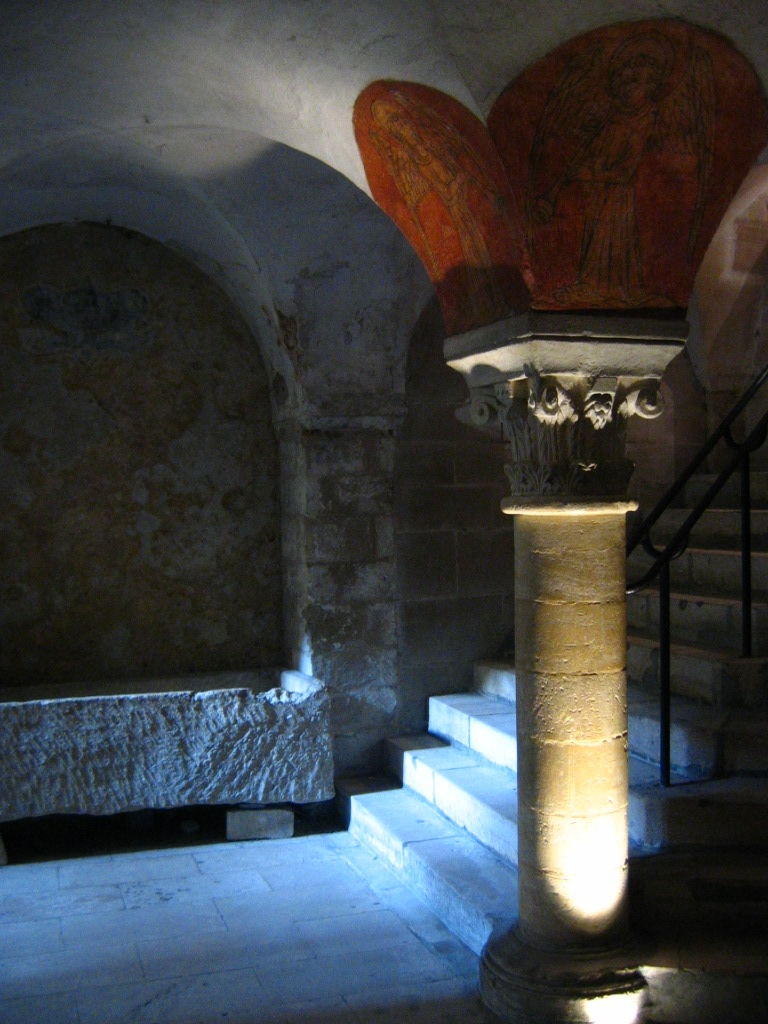
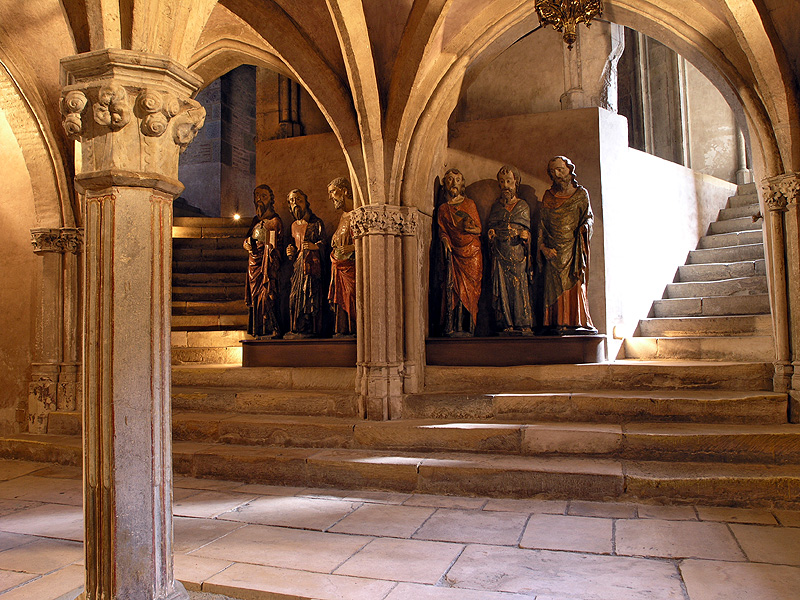
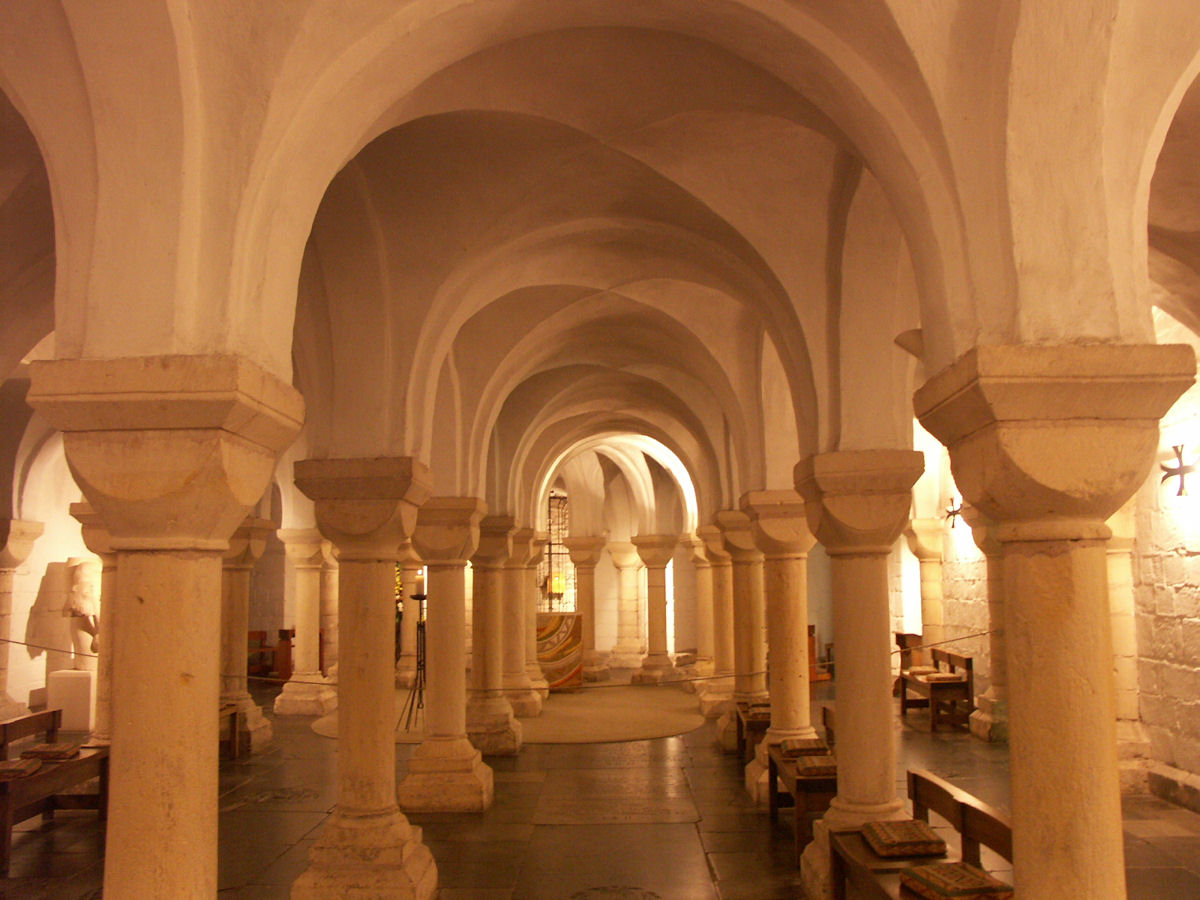
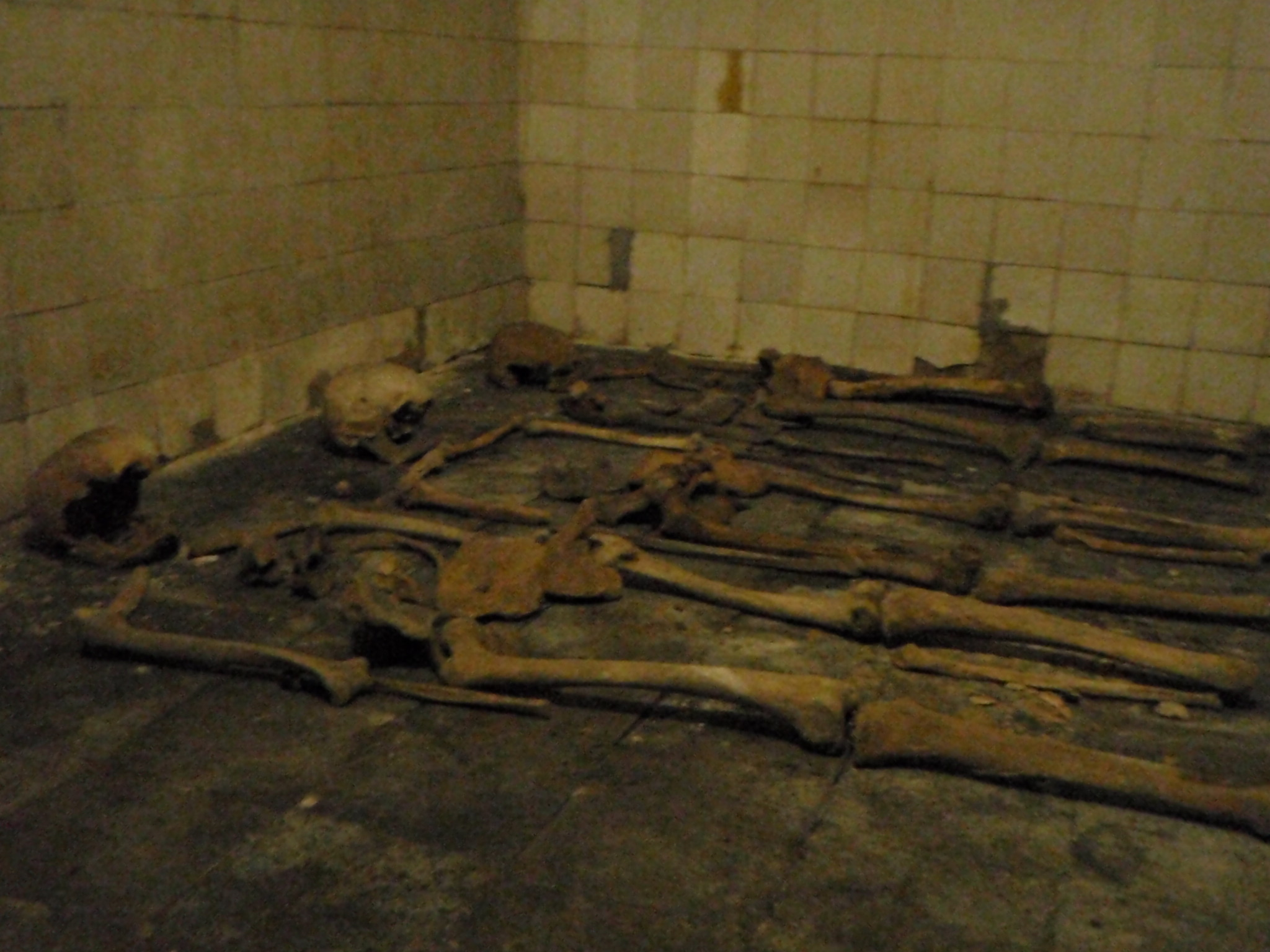
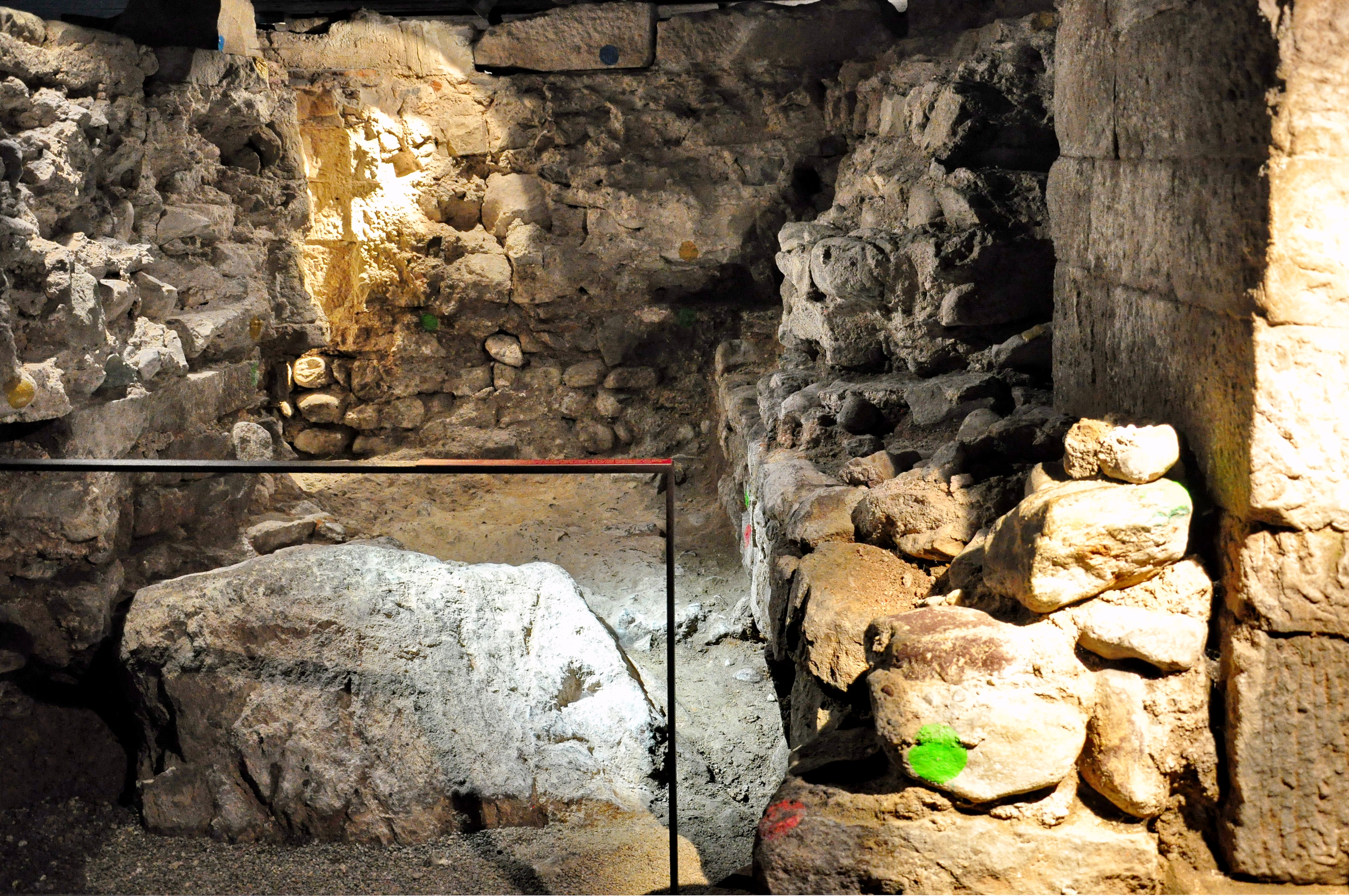
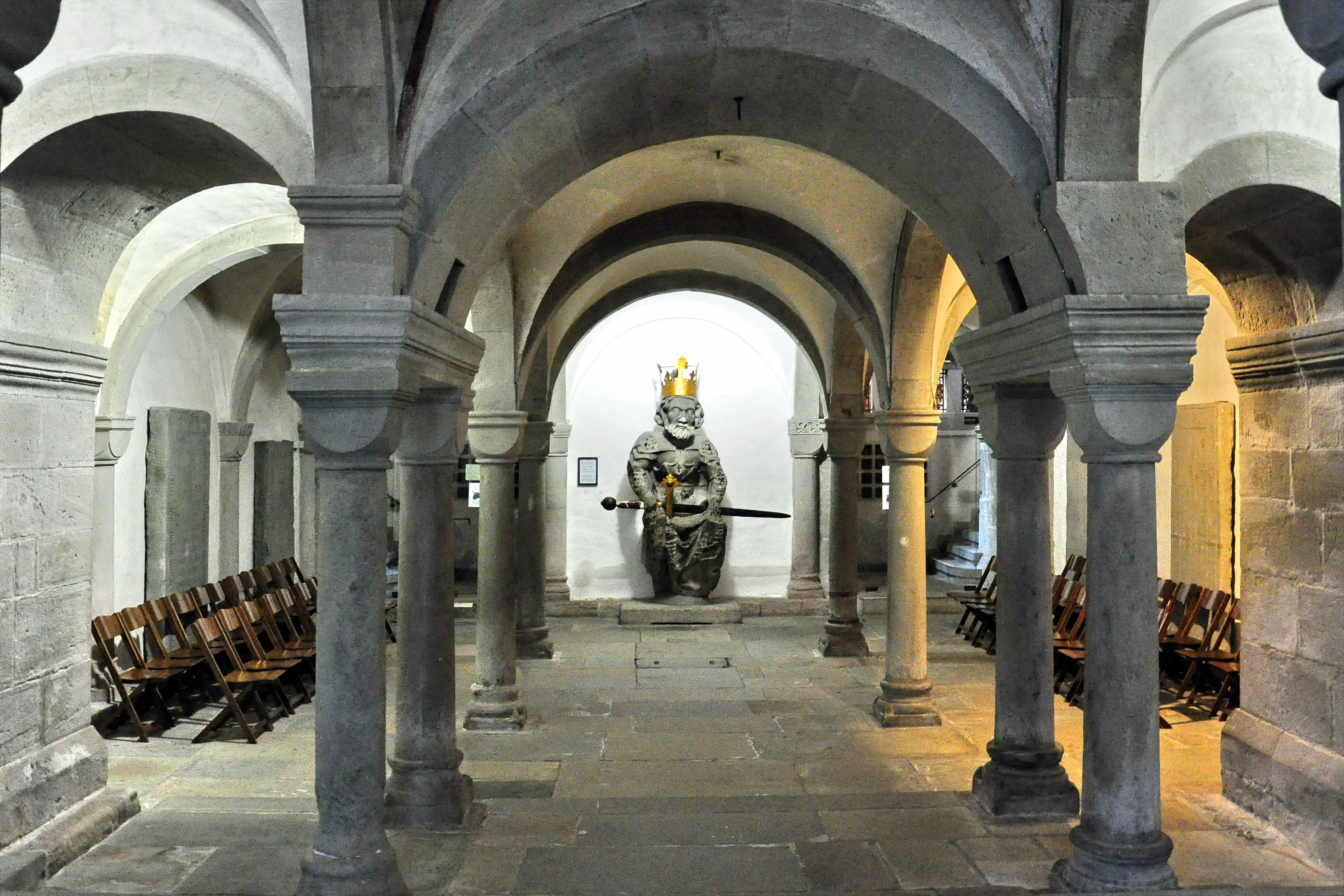
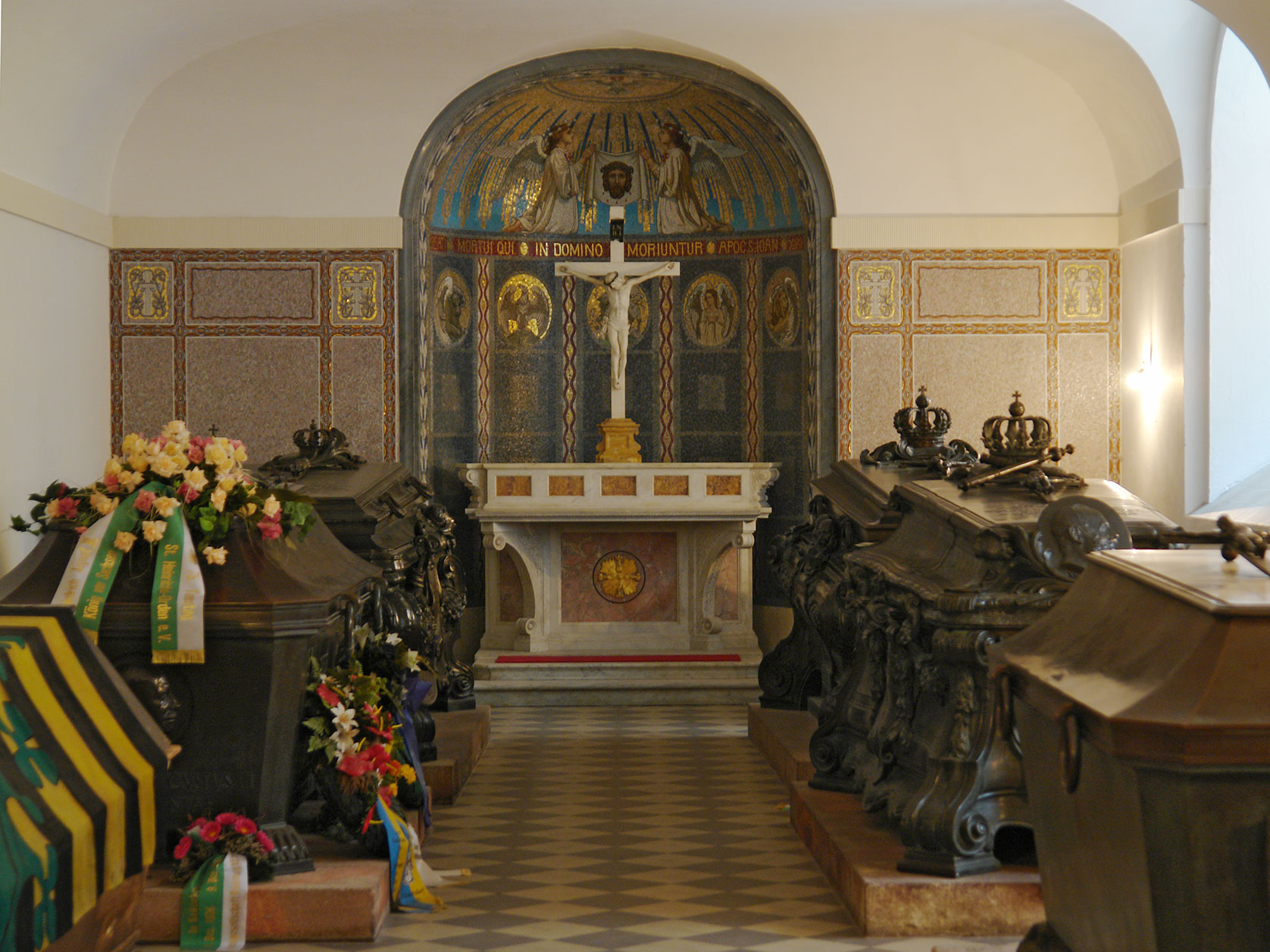